# 2021年倫敦市長選舉
2021年倫敦市長選舉（英語：2021 London mayoral election）在5月6日舉行，以權變投票制選出新任倫敦市長。倫敦議會選舉亦在同日舉行。
本次選舉原定於2020年5月舉行，但因為新冠病毒不得不推遲至2021年。
自競選行程開始之後，簡世德的民調就一直大幅領先其保守黨肖恩·貝利。3月時民調甚至顯示簡世德領先肖恩·貝利多達25個百分點，連任之路看似毫無懸念。但肖恩·貝利後期急起直追，開票時肖恩·貝利緊咬票數，還將選舉帶進二輪開票，結果讓外界意外。

## 選舉結果
|  |  |  |

|  |  |  |

|  |  |  |

|  |  |  |

|  |  |  |

|  |  |  |

|  |  |  |

|  |  |  |

|  |  |  |

|  |  |  |